# 离蕊红山茶
离蕊红山茶（学名：Camellia liberistamina）为山茶科山茶属的植物。分布在中国大陆的江西等地，目前尚未由人工引种栽培。